# 1510 Шарлуа
1510 Шарлуа (1510 Charlois) — астероїд головного поясу, відкритий 22 лютого 1939 року.
Тіссеранів параметр щодо Юпітера — 3,334.